# پایگاه هوایی رندالف

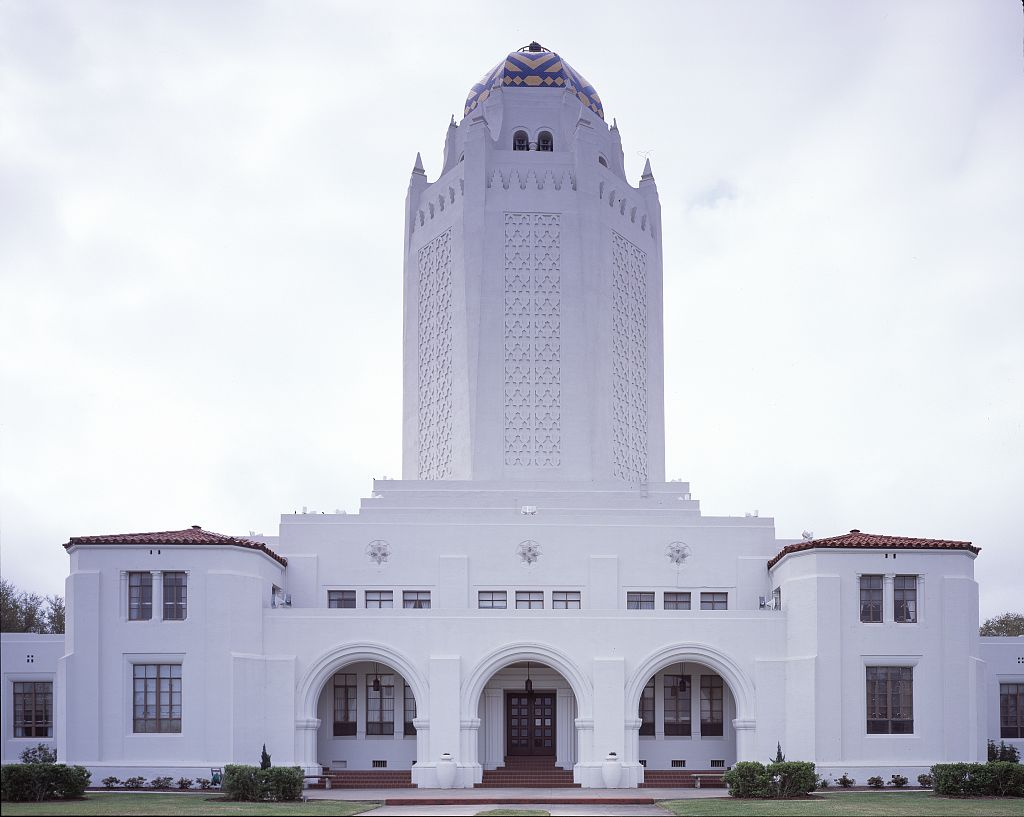
ساختمان «تاج محل» پایگاه، ساخت دهه ۱۹۲۰ میلادی، از بناهای تاریخی ایالات متحده آمریکا محسوب می‌گردد.

پایگاه نیروی هوایی رندالف (به انگلیسی: Randolph Air Force Base) واقع در سن آنتونیو در تگزاس از پایگاه‌های بزرگ نیروی هوایی ایالات متحده آمریکاست. ستاد فرماندهی فرماندهی آموزش و تمرین هوایی در این پایگاه قرار دارد.